# Złodziejka książek
Złodziejka książek (ang. The Book Thief) – powieść australijskiego pisarza Markusa Zusaka z 2005 roku.
Dzieło opowiada o losach nastoletniej Liesel Meminger w przededniu i podczas drugiej wojny światowej. Dziewczynka mieszka, wraz z przybranymi rodzicami, w fikcyjnym Molching na przedmieściach Monachium na terenie III Rzeszy. Narratorem książki jest Śmierć. 
W 5 lat po wydaniu książka znajdowała się na liście najlepiej sprzedających się książek dla dzieci i młodzieży „The New York Timesa”.
Utwór na język polski przetłumaczyła Hanna Baltyn.
W 2013 roku powieść Zusaka została zekranizowana.